# Mark Tobey
Mark George Tobey (Centerville, Wisconsin, 1890. december 11. — Bázel, Svájc, 1976. április 24.) amerikai festő, az amerikai absztrakt expresszionizmus csendes-óceáni szárnyának jeles képviselője.

## Életpályája
Fiatal éveiben, 1907-től Chicagóban egy divatlapkiadó vállalatnak dolgozott, közben állandóan képezte magát, sikereket ért el portréfestményeivel. 1917-ben már önálló kiállítást rendezett képeiből. 1922-ben Seattle-be költözött, ahol a Cornish School tanáraként működött. Egyesült Államokbeli fő tartózkodási helye Chicago és Seattle mellett New York City. 1925-1926-ban bejárta Franciaországot, Görögországot és a Közel-Keletet, visszatért az Államokba, de 1931-ben újra útra kelt, Angliában telepedett meg, ott élt 1938-ig, közben járt Mexikóban (1931) és a Távol-Keleten. 1934-ben Sanghajban (上海) ismerkedett a kínai kalligráfiával Teng Kwei társaságában. Egy japán kolostorban a zen írást tanulmányozta.
Első igazán nagy műveit a mozgalmas, nyüzsgő és hatalmas amerikai nagyváros, New York City ihlette. Fehér tussal rajzolt kalligrafikus jelekkel ábrázolta a Broadway járókelőit, járműveit, fényeit. Gyakran a tömeg a témája, pl. árverési jeleneteket, New York-i utcákat, piacokat fest. Nemcsak a civilizált világra figyelt, a természeti környezetet is ábrázolta, a csillagoktól a legkisebb kavicsok, zuzmók tömege is foglalkoztatta festői képzeletét.
Rendszeresen a valóság megfigyeléséből indult ki, az ábrázolást 1957 után gyakran a „sumi technika” alkalmazásával tette emberközelibbé. A sumi technikát keletről hozta magával, tusba mártott bambuszecsettel, hirtelen mozdulatokkal húzta a vonásokat. Az átalakult cirkusz c. képe szinte ötvözi a keleti és a nyugati kultúrát, s azt sugallja, hogy a festészetben a tér érdekli mint energiatartomány, s nem mint űr. Olyannyira hatása alá került keleti filozófiának, hogy áttért a Bahai vallásra, amely az emberiség egységét hirdeti.
Képeinek szemlélődő jellege, szerény mérete, harmonikus, tompított színezése sokáig akadály volt művészete jelentőségének felismerésében. Hozzátartozott a New York-i absztrakt expresszionista irányvonalhoz, de fő képviselőitől (Arshile Gorky, Jackson Pollock, Willem de Kooning, Mark Rothko) mégis nagyon különbözött is. Művészete legtöbb rokonságot a német Wols festészetével mutat, mindketten a távol-keleti gondolkodásból merítettek, s a világmindenséget tárják elénk, más ez mint a közvetlen New York-i action painting, mely erőszakos és lázadó, ahol maga a festés is a fizikai gesztus elsőbbségét hirdeti.
Majd csak Európában, a velencei biennálén nyerte el a Nemzetközi Nagydíjat 1958-ban. Két évvel később, 1960-ban Párizsban rendezték meg nagy sikerrel retrospektív kiállítását a Pavilon de Marsanban. Ezek után hazájában, az Egyesült Államokban is kezdték elismerni, 1962-ben a New York-i Museum of Modern Art kiállítást rendezett műveiből.
Mark Tobey művészete és egyénisége feloldódott az egyetemes emberi kultúra megfigyelésében és tiszteletében. Bűvöletben tartotta a keleti kalligráfia, nem a betűkkel, hanem a betűjel rajzokkal tudta érzékeltetni az idő múlását az elérhető határok felett. Mindehhez talán nagyon hozzásegítette őt San Francisco és környéke, az USA nyugati partvidéke, mely számos színes kultúra találkozási pontja. Idős korában már keveset utazgatott, Seattle-ben magányba húzódott vissza, egyhangú japán stílusú képeket festett, végül 1970-ben Bázelben telepedett meg, ott érte a halál 1976-ban.

## Kultúrtörténeti érdekesség
A copyright miatt Tobey egyetlen festményét sem nem mutathatjuk be, de hozunk egy régi kínai festményt, melyen kalligráfia is van, utalva arra, hogy Mark Tobey érzelmileg és technikailag is rengeteget merített a kínai filozófiából, festészetből és kalligráfiából. Egyben megjelenítjük nevét egy keleti nyelven:

## Műveiből

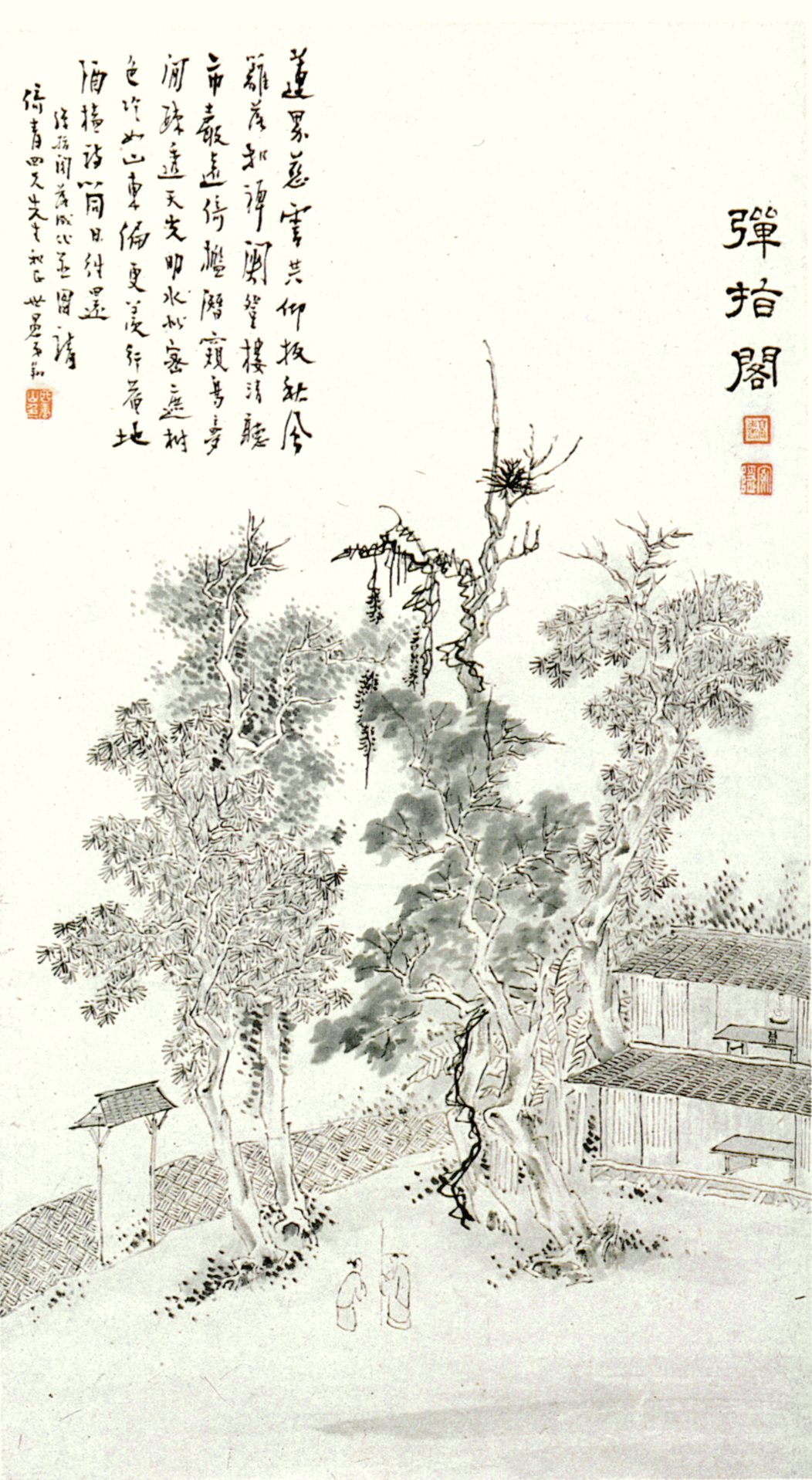
弹指阁

- Brodway Norm (1935) (keleti kalligrafikus betűkkel fehér írással készült mű)
- Brodway (szintén keleti kalligrafikus betűkkel fehér írással készült mű)
- Welcom Hero (ugyanúgy)
- Városi sugárzás (1944, Feninger Gyűjtemény, New York)
- Az átalakult cirkusz (Galleria Nazionale d'Arte Moderna, Róma)
- Le bord du mois aout (=Augusztus hónap partja) (1953)
- Mediatív sorozat (1954)
- Sumi-kalligrafikus csendélet (1957)
- Fehér mozgás[9] (1957, Galerie Beyeler, Bázel)
- Kék enterier (1959)
- Cím nélkül (1962)
- Advance of History (A történet fejlődése, 1964, arannyal és vízfestékkel papírra, 65.2 x 50.1 cm; Peggy Guggenheim Gyűjtemény)
- Kép (1970)
- Mark Tobey köszöntése (1974)